# Julian’s Bower

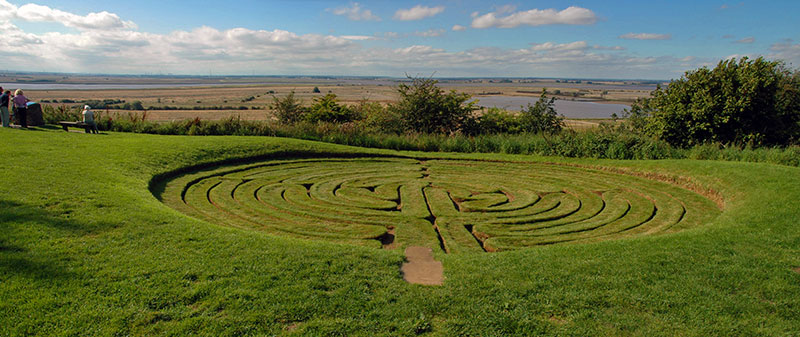
Julian’s Bower Labyrinth

Julian’s Bower nahe Alkborough, in North Lincolnshire ist ein Labyrinth (englisch turf-cut maze oder miz-Labyrinth). Die Labyrinthform wird als klassisch, kretisch oder Chartres-Typ bezeichnet und mit der Legende von Theseus und dem Minotaurus verknüpft.
Zur Entstehungsgeschichte des Labyrinths, das oberhalb des Zusammenflusses der Flüsse Trent und Ouse liegt, gibt es mehrere Theorien. Einer Überlieferung zufolge soll Julian’s Bower im 13. Jahrhundert von Mönchen aus einem nahen Kloster erstellt worden sein. Zeichnungen des Labyrinths befinden sich auch auf den steinernen Bodenplatten in der Vorhalle der benachbarten Kirche von Alkborough, im Ostfenster und auf einem Steinkreuz des Friedhofs. Die frühchristliche Kirche benutzte die Idee des Labyrinths als Symbol für den Weg zum Himmel.
Erstmals erwähnt wird es im 17. Jahrhundert von Abraham de la Pryme (1671–1894), der es als „Gillians Bore“ bezeichnete. Es wurde zu dieser Zeit für Dorfspiele und Sport verwendet.
Die Legende berichtet von einem Flussgeist Gur, der den christlichen Besuchern drohte, das Labyrinth zu zerstören. Er schuf im River Trent eine starke Gezeitenwelle. Sie war allerdings nicht stark genug und Julian Bower überlebte. Gur sendet jedes Frühjahr eine neue Flutwelle an Alkborough vorbei, die „Trent Bore“ oder „Trent Aegir“ genannt wird.